# Dasineura gentianae
Dasineura gentianae är en tvåvingeart som först beskrevs av Jean-Jacques Kieffer 1909.  Dasineura gentianae ingår i släktet Dasineura och familjen gallmyggor. Inga underarter finns listade i Catalogue of Life.